# Метод Фельденкрайза
Метод Фельденкрайза — рухова практика та вид лікувальної фізкультури, яка розроблена Моше Фельденкрайзом (1904—1984) у середині 20 століття та ставить за мету розвиток людини через усвідомлення себе у процесі роботи над рухами власного тіла. Метод Фельденкрайза називають також методом соматичного навчання (somatic education). Стверджується, що метод реорганізує зв'язки між мозком і тілом і таким чином покращує рухи тіла та психологічний стан.

## Опис методу
Особливістю методу Фельденкрайза, як рухової практики, є акцент на усвідомлення змін, що відбуваються в людині в процесі роботи над рухом, на відміну від освоєння і вдосконалення яких-небудь певних форм руху. Заняття за методом Фельденкрайза надзвичайно різноманітні щодо форм руху, динаміки, основного вихідного положення, акценту на рух різних частин тіла і взаємозв'язках в тілі.
Прихильники методу стверджують, що можуть відновити порушені зв'язки між моторною корою та тілом, що покращує якість рухів тіла та покращує самопочуття. За словами Девіда Горскі, Гільдія Фельденкрайза Північної Америки стверджує, що метод Фельденкрайза дозволяє людям «заново відкрити [свою] вроджену здатність до витончених, ефективних рухів» і що «ці вдосконалення часто узагальнюються для покращення функціонування в інших аспектах [їхнього] життя». Прихильники також стверджують, що метод Фельденкрайза може принести користь людям з низкою захворювань, включаючи дітей з аутизмом і людей з розсіяним склерозом. Однак жодних досліджень, у яких було б чітко визначено, що учасники мають розлад аутистичного спектру або вади розвитку, не було представлено, щоб підтвердити ці заяви.
У рекомендованих стандартах практики Міжнародної федерації методу Фельденкрайза стверджується, що метод не є медичною, масажною або якою-небудь іншою терапевтичною технікою, чи технікою Bodywork. Проте в пострадянскому просторі і у деяких інших країнах його іноді відносять до методів тілесно-орієнтованої психотерапії, а також до методів альтернативної та комплементарної медицини.
Немає надійних медичних доказів того, що метод Фельденкрайза покращує стан здоров'я. Невідомо, чи це безпечно чи доцільно, але дослідники не вважають, що це становить серйозні ризики.

## Напрямки

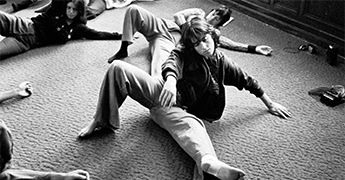
Студенти тренінгу для практиків Фельденкрайза в Сан-Франциско проводять урок «Усвідомлення через рух» (1975)

Існують дві форми практики методу Фельденкрайза:
- Усвідомлення через рух (Awareness Through Movement, ATM) — групові заняття, у яких ведучий, не демонструючи рухів, спрямовує дії учнів вербальними інструкціями. Ними також можна займатися індивідуально, слухаючи записи уроків і самостійно виконуючи дії, що описуються.
- Функціональна інтеграція (Functional Integration, FI) — індивідуальні невербальні сеанси, в яких рух учня направляється рухом практика. Сеанси функціональної інтеграції проводяться, як правило, на спеціальній кушетці (варіант масажного столу) із застосуванням особливих подушок, валиків та інших матеріалів, які використовуються для підтримки положення тіла і організації руху, а також як засіб зворотного зв'язку для людини.

## Стандарти практики
Міжнародною федерацією метод Фельденкрайза встановлені освітні стандарти для практиків методу Фельденкрайза, згідно з яким фельденкрайз-практик повинен пройти базове навчання по затвердженій програмі (160 днів за 4-5 років) і в подальшому регулярно підвищувати кваліфікацію.

## Ефективність і прийом
У 2015 році Департамент охорони здоров'я уряду Австралії опублікував результати огляду альтернативних методів лікування, які мали на меті визначити, чи придатні вони для покриття медичним страхуванням; Метод Фельденкрайза був одним із 17 оцінених методів лікування, для яких не було знайдено чітких доказів ефективності. Відповідно, у 2017 році австралійський уряд визначив метод Фельденкрайза як практику, яка не відповідає вимогам для отримання страхової субсидії, заявивши, що цей крок «забезпечить належне витрачання коштів платників податків, а не направлення на терапію без доказів»
Метод Фельденкрайза пропагується анекдотичними твердженнями, що він може допомогти дітям з аутизмом та іншими розладами розвитку, але такі твердження не підтверджуються надійними доказами.
Є обмежені докази того, що використання методу Фельденкрайза на робочому місці може допомогти в реабілітації людей зі скаргами на верхні кінцівки.
Девід Горскі писав, що метод подібний до зцілення вірою, схожий на «прославлену йогу» і що він «межує зі шарлатанством». Quackwatch поміщає метод Фельденкрайза у свій список «Неприродних методів».

## Історія
З 1950-х років і до своєї смерті в 1984 році Фельденкрайз безперервно викладав у своєму рідному місті Тель-Авів. Фельденкрайз отримав визнання частково завдяки розповідям у ЗМІ про його роботу з видатними особами, включаючи прем'єр-міністра Ізраїлю Давида Бен-Гуріона. Починаючи з кінця 1950-х років, Фельденкрайз здійснював викладацькі поїздки до Європи та Америки. Кілька сотень людей стали сертифікованими практиками Фельденкрайза завдяки тренінгам, які він проводив у Сан-Франциско з 1975 по 1978 рік і в Емгерсті, штат Массачусетс, з 1980 по 1984 рік.

## Вплив
У біографії Девіда Кетца «Встановлення зв'язків: коріння та резонанс у житті Моше Фелденкрайза» (2007) він стверджує, що між юдаїзмом виховання Фельденкрайза та методом Фельденкрайза можна знайти багато напрямків впливу — наприклад, використання парадоксу як педагогічного інструменту.
|  | Фельденкрайз критично ставився до використання терміна «енергія» для вираження невимірних явищ або для позначення переживань, які людям було важко описати... Він був нетерплячий, коли хтось використовував слово "енергія" в псевдонаукових «поясненнях», які маскували брак розуміння. У таких випадках він закликав скептицизм і науковий дискурс. Він заохочував емпіричні та феноменологічні наративи, які могли б привести до розуміння. |

Кібернетика, також відома як теорія динамічних систем, продовжувала впливати на метод Фельденкрайза в 1990-х роках через роботу дослідниці людського розвитку Естер Телен.:1535